# Joseph Werbrouck (cyclisme)
Pour les articles homonymes, voir Joseph Werbrouck.
Joseph Werbrouck (né le 10 janvier 1882 et mort le 3 juillet 1974) est un coureur cycliste belge. Aux Jeux olympiques de 1908 à Londres, il a obtenu la médaille de bronze lors de l'épreuve des 20 km. Lors de ces Jeux, il a également disputé la compétition des 660 yards et a été éliminé au premier tour.

## Palmarès

### Jeux olympiques
- Londres 1908
  -  Médaillé de bronze des 20 km